# Manuel Pallarès i Grau
Manuel Pallarès i Grau (* 6. März 1876 in Horta de Sant Joan, Terra Alta; † 1974 in Barcelona) war ein spanischer Maler akademischen und unabhängigen Stils und ein Jugendfreund des Malers Pablo Picasso. Er studierte Zeichnen in Tortosa und Malen an der Reial Acadèmia Catalana de Belles Arts de Sant Jordi („La Llotja“) in Barcelona, wo er 1895 Picasso kennenlernte. Er war Assistent von José Ruiz Blasco, dem Vater von Picasso, der ebenfalls an der Kunstakademie „La Llotja“ tätig war.